# تفشي مرض جدري النسناس في أوروبا 2022
يُعد تفشي مرض جدري النسناس في أوروبا 2022 جزءًا من تفشي مرض جدري النسناس البشري الناجم عن الفرع الحيوي غرب الأفريقي من فيروس جدري النسناس. وصل تفشي المرض إلى أوروبا في 6 مايو 2022 عندما أبلغت المملكة المتحدة عن أول حالة إصابة بجدري النسناس لديها. اعتبارًا من 13 يوليو 2022، ظهرت حالات مؤكدة في 35 دولة وإقليمًا أوروبيًا.

## خلفية
جدري النسناس هو مرض فيروسي معد يمكن أن يحدث لدى البشر وبعض الحيوانات الأخرى. تشمل الأعراض الحمى وتضخم العقد الليمفاوية والطفح الجلدي الذي يشكل بثورًا ثم قشورًا فوقها. يتراوح الوقت من التعرض حتى ظهور الأعراض من خمسة إلى واحد وعشرين يومًا. تتراوح مدة الأعراض عادةً من أسبوعين إلى أربعة أسابيع. قد تكون هناك أعراض خفيفة، وقد يحدث المرض دون ظهور أي أعراض. لم يُثبت أن التظاهر السريري التقليدي المتمثل بالحمى وآلام العضلات يليها تورم العقد مع الآفات وكلها في نفس المرحلة، شائع في جميع حالات تفشي المرض. قد تكون الحالات شديدة، خاصة لدى الأطفال أو النساء الحوامل أو الأشخاص الذين يعانون من ضعف الجهاز المناعي.
يحدث هذا المرض بسبب فيروس جدري النسناس، وهو فيروس حيواني المنشأ من جنس فيروسات الجدري. فيروس فاريولا، العامل المسبب للجدري، هو أيضًا من هذا الجنس. من بين النوعين اللذين يصيبان البشر، يسبب النوع غرب الإفريقي مرضًا أقل حدة من النوع وسط الإفريقي (حوض الكونغو). قد ينتشر من الحيوانات المصابة عن طريق التعامل مع اللحوم المصابة أو عن طريق اللدغات أو الخدوش. يمكن أن يحدث انتقال العدوى من إنسان إلى آخر من خلال التعرض لسوائل الجسم المصابة أو الأغراض الملوثة، عن طريق الرذاذ التنفسي، وأيضًا من خلال الهواء. يمكن للناس نشر الفيروس من بداية الأعراض حتى تقرّح جميع الآفات وتساقطها. مع وجود بعض الأدلة على نقل العدوى لأكثر من أسبوع بعد أن تكون الآفات قد تقشرت. يمكن تأكيد التشخيص عن طريق اختبار وجود الحمض النووي للفيروس في إحدى الآفات.
لا يوجد علاج معروف. وجدت دراسة أجريت في 1988 أن لقاح الجدري حقق وقاية بنسبة 85% تقريبًا في منع العدوى لدى المخالطين المقربين وفي تقليل شدة المرض. حصل لقاح أحدث للجدري وجدري النسناس مبني على لقاح أنقرة المعدل على الموافقة، ولكنه محدود التوافر. تشمل التدابير الأخرى غسل اليدين بانتظام وتجنب المرضى والحيوانات الأخرى. يمكن استخدام مضادات الفيروسات وسيدوفوفير وتيكوفورمات والغلوبولين المناعي الوقسي ولقاح الجدري في أثناء تفشي المرض. عادةً ما يكون المرض خفيفًا وسيتعافى معظم المصابين في غضون بضعة أسابيع دون علاج. تتراوح تقديرات خطر الوفاة من 1% حتى 10%، على الرغم من تسجيل عدد قليل من الوفيات نتيجة جدري النسناس منذ 2017.
جرى تأكيد وجود تفشي مستمر لجدري النسناس في 6 مايو 2022، بدءًا من مقيم بريطاني ظهرت عليه أعراض تتوافق مع جدري النسناس في 29 أبريل 2022 بعد سفره إلى نيجيريا (حيث يتوطن المرض). عاد المقيم إلى المملكة المتحدة في 4 مايو، ما أدى إلى ظهور الحالة الدالّة للتفشي في البلد. أصل الكثير من حالات جدري النسناس في المملكة المتحدة غير معروف. رأى بعض المراقبين أن انتقال العدوى في المجتمع يحدث في منطقة لندن اعتبارًا من منتصف مايو، ولكن أُشير إلى أن الحالات كانت تنتشر بالفعل في أوروبا في الأشهر السابقة.

## انتقال المرض
يُعتقد أن جزءًا كبيرًا من المصابين لم يسافروا مؤخرًا إلى مناطق في أفريقيا يوجد فيها جدري النسناس عادةً، مثل نيجيريا وجمهورية الكونغو الديمقراطية وكذلك وسط وغرب أفريقيا. يُعتقد أنه ينتقل عن طريق الاحتكاك الوثيق مع المرضى، ويجب توخي المزيد من الحذر عند الأفراد الذين يعانون من آفات على جلدهم أو أعضائهم التناسلية، والانتباه لنظافة فراشهم وملابسهم. ذكر مركز السيطرة على الأمراض أنه يجب على الأفراد تجنب الاحتكاك مع الحيوانات الميتة واستهلاكها مثل الفئران والسناجب والنسناس والقرود إلى جانب الطرائد البرية أو المستحضرات المشتقة من الحيوانات في أفريقيا.
بالإضافة إلى الأعراض الأكثر شيوعًا، مثل الحمى والصداع وتضخم العقد اللمفاوية والطفح الجلدي أو الآفات الجلدية، عانى بعض المرضى أيضًا من التهاب المستقيم، وهو التهاب في بطانة المستقيم. وحذر مركز السيطرة على الأمراض الأطباء من استبعاد جدري النسناس لدى المرضى الذين يعانون من الأمراض المنقولة جنسيًا إذ كانت هناك تقارير عن العدوى المشتركة مع مرض الزهري والسيلان والكلاميديا والهربس.

## الجدول الزمني

### الوصول
وفدت حالة دالّة إلى المملكة المتحدة في أواخر أبريل 2022، من قبل رجل سافر إلى نيجيريا حيث يتوطن المرض. كانت قد ظهرت عليه الأعراض بالفعل منذ 29 أبريل، ودخل المستشفى في لندن في 6 مايو. تأكدت إصابة الرجل بجدري النسناس في 12 مايو. تأكدت حالة أخرى من جدري النسناس في اليوم التالي، وأبلغت المملكة المتحدة منظمة الصحة العالمية بهذه الحالات.

### الحالات العابرة عبر أوروبا

#### مايو

##### 18 مايو
أكدت كل من إسبانيا والبرتغال أولى حالات الإصابة بجدري النسناس لديهما في 18 مايو بعد تأكيد بدء تفشي جدري النسناس في المملكة المتحدة ما بدأ تفشيًا للمرض في هذين البلدين. من غير المعروف كيف جرت الإصابة به، ولكن على الأرجح عن طريق السفر أو ملامسة الجلد في الخارج.

##### 19 مايو
أكدت بلجيكا أولى حالات الإصابة بجدري النسناس لديها عند رجلين بلجيكيين في 19 مايو، وأكدت رويترز لاحقًا أن الرجلين ذهبا إلى نفس الحفلة.
في وقت لاحق، أكدت إيطاليا أول حالة إصابة بجدري النسناس لديها عند رجل إيطالي في روما، وعُزل الرجل في مستشفى سبالانساني. من المرجح أنه قد أُصيب بالمرض من إقامة في جزر الكناري. كانت هناك حالتان مشتبه فيهما أصبحتا فيما بعد حالتان مؤكدتان.
أكدت السويد بعدها أول حالة إصابة بجدري النسناس لديها في ستوكهولم، وأكدت وكالة الصحة السويدية ذلك الأمر لاحقًا. لم يُبلغ فيما إذا كان الشخص امرأة أو رجلًا، ولكنه على الأرجح رجل. من غير المعروف كيف جرت الإصابة، ولكن من المحتمل أن يكون ذلك عن طريق السفر أو ملامسة الجلد في الخارج.

##### 20 مايو
أبلغت فرنسا عن أول حالة إصابة بجدري النسناس لديها في 20 مايو. لم يكن لدى المريض تاريخ سفر، ما يعني أنه لم يُصب بالمرض في الخارج.
أبلغت ألمانيا وهولندا عن أولى حالات الإصابة بجدري النسناس لديهما في اليوم نفسه. لم يُعرف كيف جرت الإصابة به في كلتا القصتين، ولكن على الأرجح عن طريق السفر أو ملامسة الجلد في الخارج.

##### 21 مايو
أكدت سويسرا أول حالة إصابة بجدري النسناس لديها في 21 مايو. كان ذلك لدى شخص من جنس لم يُكشف عنه، جرت الإصابة به من خلال «احتكاك جسدي وثيق» في الخارج وفقًا لرويترز.

##### 22 مايو
أكدت النمسا أول حالة إصابة بجدري النسناس لديها في 22 مايو. من غير المعروف كيف جرت الإصابة به أو من الذي أُصيب، ولكن من المحتمل أن يكون ذلك عن طريق السفر أو ملامسة الجلد في الخارج.